# Felipe Etcheverry
Felipe Etcheverry (Montevideo, 23 de junio de 1996) es un jugador profesional uruguayo de rugby que se desempeña en la posición de fullback.

## Carrera
En 2019, Etcheverry se unió al equipo Peñarol Rugby (2019-2023), después pasó a Miami Sharks, disputando la Major League Rugby hasta la desaparición del club en 2025. 